# 赫盧欽
赫卢钦（捷克語：Hlučín，捷克語發音：[ˈɦlutʃiːn]）是捷克摩拉維亞-西利西亞州的城鎮，位於該國東部奧帕瓦河畔，距離俄斯特拉發10公里，面積21.13平方公里，海拔高度241米，2006年人口14,312。

## 外部連結
- Official website （页面存档备份，存于） （捷克文）
- Map: location of Hlučínsko area within Czech Republic
- Map: location of the city within Hlučínsko area